# Waiting in Vain
Waiting in Vain – piosenka z 1977 roku, napisana przez Boba Marleya.

## Ogólne informacje
Bob Marley wydał utwór na albumie Exodus swojego zespołu Bob Marley & The Wailers w 1977 roku. Singel z tą piosenką dotarł do miejsca 27. na brytyjskiej liście przebojów.
Annie Lennox zarejestrowała własny cover utworu w ramach albumu Medusa (1995) i wydała ten utwór jako trzeci singel promujący płytę. Jej wersja dotarła do miejsca 31. w Wielkiej Brytanii i została później wykorzystana w filmach Igraszki losu (2001) i Zmiana pasa (2002).
Własne wersje nagrali też m.in. Lee Ritenour i Maxi Priest (1992), Gilberto Gil (2002), Jody Watley (2006) i Jay Sean (2011).